# 豪根鎮區 (明尼蘇達州艾特金縣)
豪根鎮區（英語：Haugen Township）是位於美國明尼蘇達州艾特金縣的一個行政鎮區。

## 地方資料
豪根鎮區的面積為94.30平方千米，當中陸地面積為92.70平方千米，而水域面積為1.60平方千米。根據2020年美國人口普查的數據，當地共有人口154人，而人口密度為每平方千米1.63人。